# Jhilmar Lora
Carlos Jhilmar Lora Saavedra (Callao, 24 oktober 2000), beter bekend als Jhilmar Lora, is een Peruviaanse professionele voetballer die uitkomt voor Sporting Cristal en het Peruviaans voetbalelftal.

## Jeugd
Lora groeide op in een voetbalminnend gezin en ontwikkelde daarom al op jonge leeftijd een passie voor de sport. Op vierjarige leeftijd trad hij al toe tot de voetbalacademie van zijn huidige team Sporting Cristal. In de acht jaar dat hij voor de jeugdelftallen speelde, won hij veel jeugdtoernooien met de club.
In 2016 sloot Lora op 16-jarige leeftijd aan bij het reserveteam van Sporting Cristal. Met dit team werd hij vier keer op rij kampioen, en won ook verschillende andere prijzen. Halverwege 2019 werd Lora gepromoveerd naar het eerste elftal, maar speelde daarnaast ook nog het seizoen uit bij het reserveteam.

## Professionele carrière

### Club
Op 7 augustus 2019 tekende hij zijn eerste professionele contract bij Sporting Cristal, en op een leeftijd van 19 jaar en 16 dagen maakte hij zijn debuut voor het eerste team in de wedstrijd tegen FBC Melgar. Lora speelde in zijn eerste wedstrijd 61 minuten, waarin Sporting Cristal met 2-1 won en naar de finaleronde ging van de Primera División. In dat seizoen kwam hij vervolgens nog drie keer in actie en behaalde met Sporting Cristal het Peruviaans kampioenschap.
Op 31 januari 2021 bevestigde Sporting Cristal dat het contract van Lora opengebroken en verlengd werd tot eind 2023. Op 13 maart 2021 gaf Lora op de eerste speeldag van het nieuwe seizoen zijn eerste assist op een goal van Christopher González. In april 2021 maakte hij zijn debuut in de Copa Libertadores, waar hij 82 minuten speelde in een 3-0 verlies tegen São Paulo FC. Op 14 juli 2021 maakte hij zijn debuut in de achtste finale van de Copa Sudamericana, waarin Sporting Cristal met 2-1 won van Arsenal de Sarandí. Zijn club bereikte de kwartfinales, waar ze verloren van Peñarol.

### Land
Op 27 april 2021 kondigde bondscoach Ricardo Gareca een uitgebreide selectie van 50 spelers aan voor de Copa América 2021, waartoe ook Jhilmar Lora behoorde. Ook werd hij op 21 mei 2021 opgeroepen voor de WK-kwalificatiewedstrijd tegen Colombia en Ecuador, maar hierin kreeg hij geen speelminuten.
Nadat de Copa América in Brazilië was uitgesteld vanwege de coronapandemie, werd Lora op 10 juni 2021 geselecteerd voor de definitieve selectie van Peru. In de kwartfinalewedstrijd tegen Paraguay maakte Lora zijn debuut in de nationale ploeg toen hij Aldo Corzo verving in de 92e minuut. De wedstrijd eindigde met een 4-3 overwinning voor Peru na strafschoppen, nadat de eindstand na reguliere tijd 3-3 werd. Met zijn debuut werd Lora de eerste Peruviaanse speler spelend op de Copa América die geboren is in de 21e eeuw. Lora verving Corzo ook in de halve finale tegen Brazilië (0-1 verlies) en bij de wedstrijd voor de derde plaats tegen Colombia (2-3 verlies), en eindigde met Peru als vierde op het toernooi.
Op 29 augustus werd hij opgeroepen voor de WK-kwalificatiewedstrijden van 2022 tegen Uruguay, Venezuela en Brazilië, maar hij speelde niet mee. Op 24 september 2021 werd hij opgeroepen voor de wedstrijden tegen Chili, Bolivia en Argentinië. Hij stond in de basiself bij de 1-0 nederlaag tegen Argentinië.

## Speelstijl
Jhilmar Lora speelt vaak als rechtsback en wordt beschreven als "een van de grote talenten van het Peruviaanse voetbal."
In zijn jeugd speelde hij vaak als centrale verdediger, terwijl hij zich later vestigde als vleugelverdediger. Vanwege zijn brede scala aan vaardigheden vergeleek zijn coach bij Sporting Cristal, Roberto Mosquera, hem met Nolberto Solano, één van de beste Peruviaanse verdedigers aller tijden.